# Jeckyll & Hyde
Jeckyll & Hyde – duet DJ pochodzący z Holandii, którego członkami są Maarten Vorwerk (znany w środowisku jumpstyle jako Vorwerk) i Ruud van IJperen (znany jako DJ Ruthless).
Duet podczas koncertów wspierają Patrick (Kars), Baukje, Jordy, Djuna, Jantine, Patrick (van de Ree), Steven, Freek.
W 2007 roku grupa wydała utwór Freefall, który stał się wkrótce hitem w całej Europie, również i w Polsce, a wiele osób dzięki temu właśnie utworowi dowiedziało się o muzyce jumpstyle.

## Dyskografia

### Albumy
The Album (2007)

### Single
- Frozen Flame (2006)
- Freefall (2007)
- Milk Inc. - Sunrise (Jeckyll & Hyde Mix)(2007)
- Time Flies (2007)
- The Flipside (2008)
- Spring Break (2009)